# 小西結子
小西 結子（こにし ゆいこ、2000年8月31日 - ）は、日本の女優(元子役)・ライブアイドルである。
テアトルアカデミー（劇団コスモス）所属。
2014年1月にテアトルアカデミー東京校内に開設されたアイドル養成クラスの参加者から選抜された「ふらっぺidolプロジェクト生」としてアイドル活動を開始し、7月21日には「sora tob sakana」のメンバーとしてデビューした。

## 人物
2006年に子役としてデビューすると、その後数多くのドラマや映画に出演。2011年に出演したテレビ東京のバラエティー番組『ピラメキーノ』で注目を集める。
2014年1月にはFlying Penguin Recordsが主催するアイドル養成クラスに参加。その中から選抜されたアイドル研修生ユニット『ふらっぺidolプロジェクト生』としてアイドルデビューを果すと、2014年7月21日には更にその中から選抜され、『sora tob sakana』のメンバーとしてデビュー。担当カラーは黄色となる。2015年1月18日のライブにおいて、2月11日を以て『sora tob sakana』の卒業を発表、後にsora tob sakanaの公式ブログにて、これが学業優先の卒業であること、そして将来進学したい大学の附属高校への進学を目指していることと、志望校が校則で芸能活動を禁止している事に対する今後への不安を抱えながら活動していた事を公表した。

## 出演

### 映画
- 僕は妹に恋をする（2007年）
- Mayu -ココロの星-（2007年） - 竹中まゆ（幼少） 役
- こちら葛飾区亀有公園前派出所 THE MOVIE 〜勝どき橋を封鎖せよ!〜（2011年）

### 吹き替え
- ビバリーヒルズ・チワワ2（ディズニー映画） - チワワ ベッブ（英語版はエミリー・オスメント）

### テレビドラマ
- 24時間テレビ 第28回  愛は地球を救う（2005年、日本テレビ） - 川嶋あい  (幼少期)  役
- 時効警察 第6話（2006年、テレビ朝日） - 真弓（幼少期） 役
- DRAMA COMPLEX 妻の秘密・夫の不貞・姑の見栄（2006年3月14日、日本テレビ） - 羽賀典子 役
- PS -羅生門-（2006年、テレビ朝日） - 海老原雪絵 役
- わたしが子どもだったころ　（NHK）
- 土曜ワイド劇場 検事・朝日奈耀子（2006年 - 、テレビ朝日） - 大山美穂 役
- 浅草ふくまる旅館  第1話（2007年1月、TBS） - 佐藤藍子 役
- 暴れん坊ママ（2007年、フジテレビ） - 小南さくら 役
- 炎神戦隊ゴーオンジャー（2008年、テレビ朝日） - 黒岩幸 役
- 経済ドキュメンタリードラマ ルビコンの決断（2009年6月、テレビ東京） - 安藤明美 役
- 筆談ホステス（2010年1月10日、TBS）
- 娼婦と淑女 第35話（2010年5月26日、フジテレビ） - 孤児院の女の子 役
- 仮面ライダーW 第43・44話（2010年、テレビ朝日） - 関根久美 役
- 外交官・黒田康作　第1話・7話（2011年、フジテレビ） - 霜村瑠衣(幼少期)役
- 妄想捜査〜桑潟幸一准教授のスタイリッシュな生活 第4話（2012年、テレビ朝日） - 主人公の幼少期の同級生 役
- 三毛猫ホームズの推理 第8話・9話（2012年、日本テレビ） - 村瀬明日香（幼少期）役
- 月曜ゴールデン 刑事シュート しゅうと&ムコの事件日誌4（2013年4月1日、TBS） - 立花香織 役
- 遺留捜査 第3シリーズ 第5話（2013年5月15日、テレビ朝日） - 九条美千代（幼少期）役
- 月曜ゴールデン 魔性の群像 刑事・森崎慎平（TBS） - 森崎奈緒 役
  - 第1話（2013年7月1日）
  - 第2話（2014年6月30日）

### バラエティー/情報番組
- わかるテレビ（2008年 - 、フジテレビ） - ナレーション
- ピラメキーノ（2011年、テレビ東京）学校で使えるギョーカイ用語講座 / 大人の喜ばせ講座
- ありがとッ!（2012年4月 - 2013年3月、tvk） - 「アンパンマンと体操コーナー」にて、アンパンマン探偵団として出演
- ファミリーヒストリー　竹中直人〜長崎五島・謎の絵師 闇に葬られた爆発事故〜（2016年1月、NHK総合） - 静 役

### CM
- アクアクララ
- アフラック
- ライオン 香りとデオドラントのソフラン
- 湖池屋 『コイケくんおねだりダンス』リビング篇・廊下篇
- 日立 DVDビデオカムWooo
- AEON
- 東京ディズニーリゾート
- アルペン スポーツデポ
- マクドナルド ハッピーセット
- タカラトミー

### DVD
- ムーディ勝山の謎を追え
- サンリオ ぽこあぽこシリーズ しつけにチャレンジ
  - シナモンのみんなともだち（2009年）
  - シナモンのげんきにおでかけ（2009年）
- ベネッセ お友達紹介

### 雑誌
- ピチレモン、ピチレ学園（2015年1月号、学研）

### その他
- トーホー アヤンキー玩具パッケージモデル
- フレーベル館 教材カタログモデル
- ティップネス ポスターモデル
- マクドナルド トレイシートモデル